# Venas anteriores del ventrículo derecho
Las venas anteriores del ventrículo derecho son tres o cuatro pequeños vasos venosos de la pared anterior del ventrículo derecho del corazón, que se vacían en la aurícula derecha o se unen con la vena coronaria menor o derecha.
La vena marginal derecha frecuentemente se vacía en la aurícula derecha, y por lo tanto a veces se presenta como perteneciente a este grupo. A diferencia de la mayor parte de las venas cardíacas, no termina en el seno coronario.